# Parapercis phenax
Parapercis phenax är en fiskart som beskrevs av Randall och Yamakawa 2006. Parapercis phenax ingår i släktet Parapercis och familjen Pinguipedidae. Inga underarter finns listade i Catalogue of Life.